# Swissmint
Swissmint est l'entreprise publique qui s'occupe de la frappe de la monnaie suisse. Elle dépend du département fédéral des finances et travaille en étroite collaboration avec la Banque nationale suisse (BNS).

## Histoire

### Haut Moyen Âge
Au 7e siècle, des pièces, les trienten, sont frappées dans quelques centres religieux de la Suisse alors sous contrôle franc. Durant le haut Moyen Âge, le droit de frapper des pièces était détenu exclusivement par l'Église, mais ce droit s'étend à certaines villes et barons du pays vers la fin de cette période. La première pièce frappée en Suisse et datée remonte à 1424.
Au XVIe siècle, l'arrivage massif de métaux précieux en provenance d'Amérique Latine et la pratique de frapper ses pièces se développent dans toutes les couches économiques du pays. En 1525, Ulrich Zwingli exprime le besoin de créer des standards autour de la frappe de monnaie. En 1757, le canton de Bern frappe un 10 Batzen connu comme le premier "franc suisse". En 1798, lors de la courte période de la République helvétique, les pièces de monnaie cantonales sont bannies au profit des pièces de la République. En 1803, avec le retrait des Français, les cantons retrouvent le droit de frapper leurs pièces. En 1825, la Banque de Bern produit la première monnaie papier du pays.
En 1840, il existe près de 860 types de pièces différentes en circulation dans le pays, produites par 79 instituts aux statuts variés.

### 1848: Création

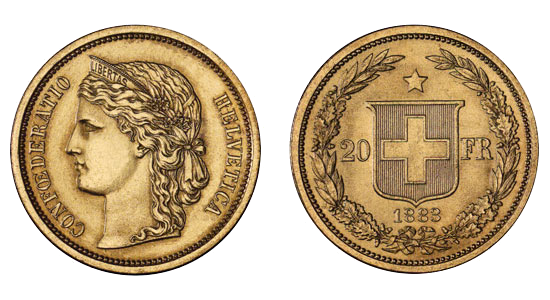
20 CHF 1883 en Or.

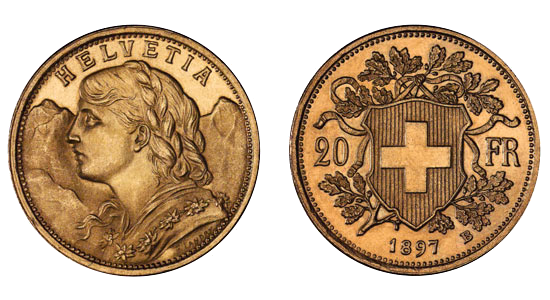
20 CHF Vreneli 1897.

En 1848, les Cantons délèguent à la Confédération, à travers la nouvelle Constitution fédérale, le droit de battre monnaie :

« La monnaie relève de la compétence de la Confédération ; le droit de battre monnaie et celui d'émettre des billets de banque appartiennent exclusivement à la Confédération. »

— Constitution fédérale, article 99, alinéa 1
Swissmint est alors créée pour assurer la production des monnaies courantes, mais également la frappe des pièces commémoratives en édition limitée. Rapidement, l'entreprise devient également l’instance officielle pour des expertises, entre autres, d’authentification.
En 1893, le gouvernement fédéral décide de remplacer son hôtel de la monnaie situé à Berne depuis 1792. Une nouvelle Monnaie ouvre finalement en mai 1906. L'architecte du nouveau bâtiment est Théodore Gohl.

### Modernisation
De 1990 à 1992, le bâtiment et toute l'ingénierie de frappe sont modernisés.
En janvier 2013, la Banque nationale suisse et la Swissmint reconnaissent que la pièce de 5 francs frappée en 2012 est trop épaisse, ce qui lui confère une valeur additionnelle pour les collectionneurs. En octobre 2014, Marius Haldimann est nommé à la direction de Swissmint.

## Activités
Aujourd'hui, outre ses activités traditionnelles, Swissmint assure aussi la commercialisation et la distribution des pièces commémoratives et des pièces destinées aux collectionneurs numismates. Les pièces de collections sont frappées en deux qualités numismatiques : « Flan bruni » et « Fleur de coin ». Ces pièces sont frappées en petites quantités (quelques milliers d'exemplaires pour les versions « Flan bruni » et quelques dizaines de milliers d'exemplaires pour les versions « Fleur de coin ». Le bénéfice généré par la commercialisation de ces pièces est destiné au soutien d'activités culturelles suisses. En 2009, l'une des pièces commémoratives est ainsi consacrée au Musée suisse des transports, qui fête son cinquantenaire.
En 2009, Swissmint a produit 160 millions de pièces, ce qui représente la somme de 62 650 000,00 CHF. La production des billets de banque reste toutefois réservée à la Banque nationale suisse.

## Pièces commémoratives

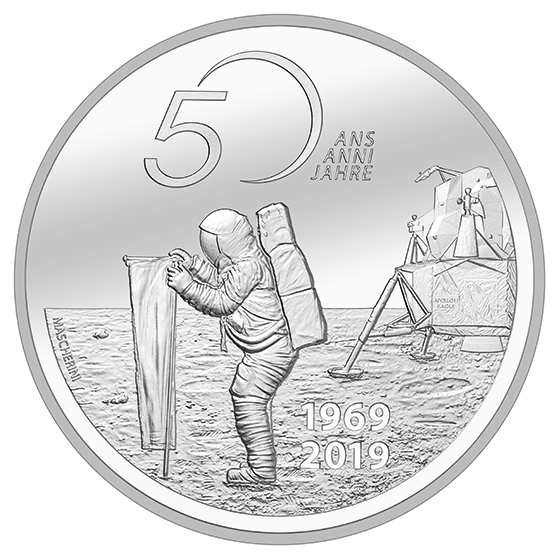
20 CHF commémorative d'Apollo 11.

En août 2015, Swissmint met en vente des pièces de 20 francs à l'effigie de l'avion solaire Solar Impulse. En janvier 2017, la Swissmint met en vente des pièces de 20 francs à l'effigie de Jean Calvin et Huldrych Zwingli en commémoration des 500 ans de la Réforme. En mai 2019, la Swissmint émet deux nouvelles pièces : une pièce en or de 50 francs en hommage à la locomotive Ce 6/8 dite Crocodile, et une pièce en argent de 20 francs pour commémorer les 50 ans des premiers pas sur la lune.
En décembre 2019, à la suite de l'annonce par Swissmint de la prévente de 55 000 pièces de monnaie (20 francs) à l'effigie du tennisman Roger Federer, le site web de Swissmint enregistre 2,5 millions de visites en une journée et tombe en panne. Il s'agit de la première fois que Swissmint frappe une pièce en l'honneur d'une personne vivante, le tennisman étant considéré à ce moment-là comme l'« ambassadeur rêvé pour son pays »,.